# CineAlta
Câmeras CineAlta são uma série de câmeras de vídeo digital da Sony para uso profissional que oferecem muitas das mesmas características das câmeras de 35 mm. No final de 2012, foi anunciado uma série de modelos em resolução 4K. O vídeo da música We Are Never Ever Getting Back Together da Taylor Swift foi o primeiro gravado nesta resolução com a câmera Sony F65 CineAlta.